# Phoradendron crassicarpum
Phoradendron crassicarpum är en sandelträdsväxtart som beskrevs av Kuijt. Phoradendron crassicarpum ingår i släktet Phoradendron och familjen sandelträdsväxter. Inga underarter finns listade i Catalogue of Life.